# Гуго II (король Кипра)
Гуго II Лузиньян (июнь/август 1252 — ноябрь или 5 декабря 1267) — король Кипра (с 1253), номинальный король Иерусалима (с 1253/1261) и граф Бейрута (с 1264/1265), представитель династии Лузиньянов.
Гуго II был сыном короля Кипра Генриха I и Плезанции, дочери князя Антиохии Боэмунда V. Отец Гуго умер 18 января 1253 года и позднее в этом же году в соборе Святой Софии (Санта-Софиа) в Никосии состоялась его коронация. Так как Гуго был ещё младенцем, регентом при нём стала его мать.
В это время в Иерусалимском королевстве шла борьба между фракциями венецианцев и генуэзцев (так называемая Война святого Саввы). Каждая из противоборствующих сторон, желая получить контроль над королевством, выдвинула своего претендента на вакантный престол. Генуэзцы поддерживали кандидатуру Конрадина, в то время как венецианцы поддержали кандидатуру Гуго II, считая, что монарх, чьи владения находятся вблизи Святой земли, будет более полезен, чем монарх, находящийся в Европе. 1 февраля 1258 года Гуго и его мать Плезанция, сопровождаемые братом королевы-матери, князем Антиохии Боэмундом VI, а также графом Яффы Жаном Ибелином, прибыли в Акру, где Гуго был провозглашён местоблюстителем Иерусалимского королевства с титулом «наследник Кипра и бальи королевства Иерусалимского». До его совершеннолетия регентом в Иерусалимском королевстве назначался князь Антиохии, а в Кипрском королевстве — Плезанция. Генуэзцы и их союзники не приняли подобного решения вопроса о престоле и вновь заявили о своей поддержке Конрадина, что ещё более активизировало войну между ними и венецианской партией.
Мать Гуго II, королева Плезанция, скончалась 27 сентября 1261 года, после чего опекуном короля Кипра стал его двоюродный брат, 25-летний Гуго Антиохийский. В 1264 или в 1265 году король Гуго был помолвлен с Изабеллой Ибелин, наследницей сеньории Бейрут, и по праву её мужа стал сеньором Бейрута, однако из-за малолетства обручённых этот брак не был реально осуществлён. Король Гуго II умер в Никосии по одним данным в ноябре, по другим данным 15 декабря 1267 года, так и не достигнув совершеннолетия. Его тело было погребено в соборе, принадлежащему ордену доминиканцев. Новым государем Кипра стал опекун скончавшегося короля Гуго III Антиохийский.
Ранее историки предполагали, что Гуго II был посвящён трактат Фомы Аквинского «De regimine principum», однако последние исследования текста показали, что он написан не в 1267 году, а в 1271—1273 годах и, следовательно, посвящён королю Гуго III.